# Avevo un cuore (che ti amava tanto)
Avevo un cuore (che ti amava tanto) è un brano musicale composto da Mino e Franco Reitano e Alberto Salerno e fu pubblicato nel 45 giri Avevo un cuore (Che ti amava tanto)/Liverpool addio con l'arrangiamento di Massimo Salerno.
Il brano aveva raggiunto un discreto successo nelle vendite arrivando al n.6 nella hit parade italiana e piazzandosi al 35º posto nelle vendite annuali.

## Storia, testo e significato
Avevo un cuore (che ti amava tanto) è stato uno dei cavalli di battaglia di Mino Reitano, scritto da Alberto Salerno, Mino reitano e il fratello di Mino, Franco Reitano.
Il testo rappresenta la disperazione di un ventenne lasciato da quella donna che gli ha rubato il cuore. L'uomo, deluso da questa esperienza, vive ancora nella speranza di un ritorno che chiede a gran voce non trovando la forza di andare avanti senza di lei. Una linea melodica tipica di quegli anni, quindi, accompagna la sentita interpretazione di un Reitano in grande forma che conquisterà la critica ed il pubblico dell'epoca e che ancora oggi è ricordata tra le sue migliori performance. Un successo che preparerà la strada a tanti altri prodotti di ottima fattura e che resterà un simbolo per la tutta la sua carriera e la sua vita caratterizzata, in tutti gli aspetti, da un grande cuore che ha amato tanto la musica, la famiglia, la patria e la gente comune e che da tutti è stato sempre ripagato con la stessa moneta.
Un successo che ha rappresentato l'apertura totale della discografia italiana verso un artista sensibile e capace di interpretare e scrivere, anche per altri artisti, nel corso degli anni diversi successi che fanno parte della storia della musica italiana. Il suddetto brano viene pubblicato in un 45 giri insieme a Liverpool addio nel 1967 per poi essere riportato nel primo album dell'artista "Mino canta Reitano" del 1969. Sono i primi anni artistici di Reitano che porta il brano a Castrocaro dove, però, c'era già stato due anni prima cantando in inglese ed arrivando in finale con "It's over" di Roy Orbison che poi pubblicherà l'anno successivo in italiano con il titolo "La fine di tutto". Nel 1967 approda a Sanremo con "Non prego per me", un brano scritto da Battisti e Mogol che credono molto in lui, e in estate dello stesso anno torna al Cantagiro con "Quando cerco una donna". Il 1968 è l'anno della consacrazione, entra in classifica con "Avevo un cuore (che ti amava tanto)", incisa a fine '67, e con "Una chitarra, cento illusioni" che conquista il disco di d'argento con oltre 500 000 copie vendute. Questi successi consentono a Reitano l'acquisto di un terreno ad Agrate Brianza che diventerà il "Villaggio Reitano" ospitando per generazioni la famiglia dell'artista. Come detto, quindi, sono questi primi successi ad aprire a Mino le porte della grande musica italiana dalla quale uscirà solo il 27 gennaio 2009 quando un cancro all'intestino se lo porta via prematuramente. Per commemorare l'artista, inoltre, il 25 ottobre del 2009 l'Italia emette un francobollo da 1€ dedicato a lui nell'ambito di una serie di valori a favore della musica italiana che comprende gli omaggi per Luciano Pavarotti e Nino Rota con francobolli del valore rispettivamente di 0,65€ e 1,50€.

## Cover
- La versione strumentale è stata eseguita da Miky Ferrara per la compilation Ballabili da gara - Vol. 1 (Replay Music, RMCD 4194).